# Blanc-Sablon
Blanc-Sablon is de meest oostelijk gelegen gemeente van de Canadese provincie Québec. Naast het dorp Blanc-Sablon zelf maken ook de dorpen Lourdes-de-Blanc-Sablon en Brador deel uit van de gemeente.
Volgens de volkstelling van 2021 had driekwart van de inwoners van Blanc-Sablon het Engels als moedertaal, wat erg uitzonderlijk is in het grotendeels Franstalige Québec.

## Geografie
De gemeente ligt bij het westelijke uiteinde van de Straat van Belle Isle en is tegelijk de grootste plaats aan de oevers van die zeestraat. Ze grenst in het oosten aan de regio Labrador. Het dichtstbij gelegen buurdorp is het over de provinciegrens gelegen L'Anse-au-Clair, dat 4 km ten oosten van het dorp Blanc-Sablon ligt. Naar het westen toe ligt de gemeente Bonne-Espérance.
Alle drie de plaatsen van de gemeente zijn gelegen aan provinciale route 138.

## Transport
Blanc-Sablon huisvest de enige haven met een rechtstreekse veerverbinding tussen het schiereiland Labrador en het eiland Newfoundland (St. Barbe).
In de gemeente bevindt zich ook de luchthaven van Lourdes-de-Blanc-Sablon, met bestemmingen in Newfoundland, Labrador en Québec.